# Томашівський Степан Теодорович
Степан Теодорович Томашівський (9 січня 1875, Купновичі — 21 грудня 1930, Краків) — український історик, публіцист і політик. Дійсний член Наукового товариства імені Шевченка (з 1899), його голова у 1913–1915. Автор низки праць з історії української державності.

## Біографія

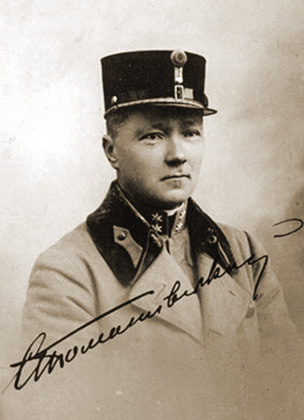
Степан Томашівський

До загальної школи та гімназії ходив у Самборі, де 1895 склав іспит зрілості. Університетські студії, перервані однорічною військовою службою в 1898/1899, відбував на філософському та правничому факультетах Львівського університету (учень М. Грушевського й Л. Фінкеля), навчання на яких закінчив 1900-го.
У 1900—1910 вчителював у гімназіях Бережан і Львова, з 1910 — доцент історії Австрії у Львівському університеті. У 1914—1918 — член Бойової Управи Легіону Українських Січових Стрільців.
1919-го — радник делегації ЗУНР на мирній конференції в Парижі.
Організатор Українського національного комітету в Парижі у 1919. 19 грудня 1919 видав декларацію, якою оголосив себе «представником і оборонцем національних інтересів України перед політичним світом», заявив, що УНК … уважає повне воскресення України в етнографічних кордонах, з'єдинених з сильною Росією в федерації.
1920-го — голова дипломатичної місії ЗУНР в Лондоні. 14 травня 1920 в Лондоні Представник ЗУНР у Парижі С. Томашівський у порозумінні з Є. Петрушевичем подав головам союзних держав меморіал про потребу утворення нейтральної незалежної західноукраїнської держави — Галицької Республіки (Східна Галичина, Західна Волинь, Холмщина, Підляшшя, Надсяння, Закарпатська Русь і Лемківщина).
1921—1925 — у Берліні, 1926-го вчителював у Львові, з 1928 — доцент історії України у Краківському Університеті.

## Доробок
Наукова діяльність Томашівського була найбільше пов'язана з НТШ, у виданнях якого він умістив більшість своїх наукових праць; був редактором ЗНТШ (116 — 124 тт.) і урядуючим головою НТШ у 1913 — 15.
Наукові дослідження Томашівського присвячені головним чином Хмельниччині й Мазепинській добі. Він виконав велику роботу в архівах Львова, Кракова, Відня, Будапешту і Ватикану.
Важливіші археографічні публікації: «Акти про народні рухи й руські соймики у Галичині 1648 — 51 pp.» («Жерела до історії України-Руси», т. IV — VI, 1898 — 1902 — 1913); «Ватиканські матеріали до історії України, т. І. Донесення римських нунціїв про Україну 1648 — 1657» (там само, т. XVI, 1919); матеріали з польських і австрійських архівів до історії мазепинської доби (в ЗНТШ).
На перших працях Томашівського позначився вплив Грушевського: «Матеріали до історії Хмельниччини», ЗНТШ, т. 14, 1896; «Народні рухи в Галицькій Русі 1648 p.», ЗНТШ, т. 23 — 24, 1898, лежали ще в площині народницьких ідей тогочасної історіографії.
Дальші студії Т., зокрема, присвячені Мазепинській добі, поставили перед ним проблему державницького чинника в українському історичному процесі («Словацький висланник на Україні 1708 — 09», «Наук. Збірник, присвячений М. Грушевському», 1906; «Угорщина і Польща на початку 18 ст.», ЗНТШ, т. 83 — 86, 1908; «Із записок Каролінців про 1708 — 09 p.», ЗНТШ, т. 92, 1909; «Листи Петра В. до А. М. Сєнявського», там же; «Мазепа і австрійська політика», там же; «Причинки до історії Мазепинщини», Л., 1910 та ін.).
Вплив нових ідей позначився також на пізніших студіях з історії Хмельниччини («Один момент під Зборовом 1649 p.», ЗНТШ, т. 107 — 108, 1913; «Між Пилявцями і Замостям», «Жерела до історії України-Руси» VI, 1913; «До історії перелому Хмельниччини». «Ювілейний Збірник ВУАН на пошану Д. Багалія», К. 1927). Але щойно досліди в царині українського середньовіччя дали змогу Томашівському ширше розгорнути картину українського історичного процесу й забезпечили йому, поряд з В. Липинським, провідне місце в українській державницькій історіографії.
1919 р. вийшла у Львові праця Томашівського «Українська історія. Старинні і середні віки», в якій він дав державницьку синтезу історії України княжої й литовсько-польської доби. Характерною особливістю його концепції було те, що він виділяв роль західноукраїнських земель, вважаючи Галицько-Волинську державу першою національною українською державою. Цей перехід з народницьких позицій на позиції державницькі поглиблював ідейно-політичні (зокрема на гал. ґрунті) й особисті розходження між ним і Грушевським, що врешті призвело до розриву між ними (виступи Томашівського в пресі, його опозиція в рамках НТШ 1913).
Праці з історії української державності були тісно пов'язані з його студіями над історією Української Церкви. Він мав на увазі дати ширшу працю й збирав для неї матеріали, але встиг підготувати лише дві більші наукові статті: «Предтеча Ізидора. Петро Акерович, незнаний митрополит руський (1241—1245)» (опубліковано в «Записки Чина св. Василія Великого», т. II, 1927, С. 221—313) і «Вступ до історії Церкви на Україні» (там само, т. IV, 1932, С. 1—160).
Важливе значення мають його досліди над Закарпаттям, зокрема «Етнографічна карта Угорської Руси» (1910), видана Російською Академією Наук, де вперше науково представлено складні етнографічні відносини Закарпаття.
Томашівський приділяв значну увагу публіцистиці, головним чином у 1920-х pp. Він був редактором «Українського Слова» і «Літопису політики, письменства й мистецтва» (Берлін, 1924) й «Політики» (Л. 1925 — 26), був співробітником «ЛНВ» та «Нової Зорі» (підтримував її консервативний напрям) тощо. Окремими виданням вийшла його збірка: «Під колесами історії». (Берлін, 1922), «Про ідеї, героїв і політику» (Л. 1929); «Десять літ українського питання в Польщі» (Л. 1929).

## Місце поховання

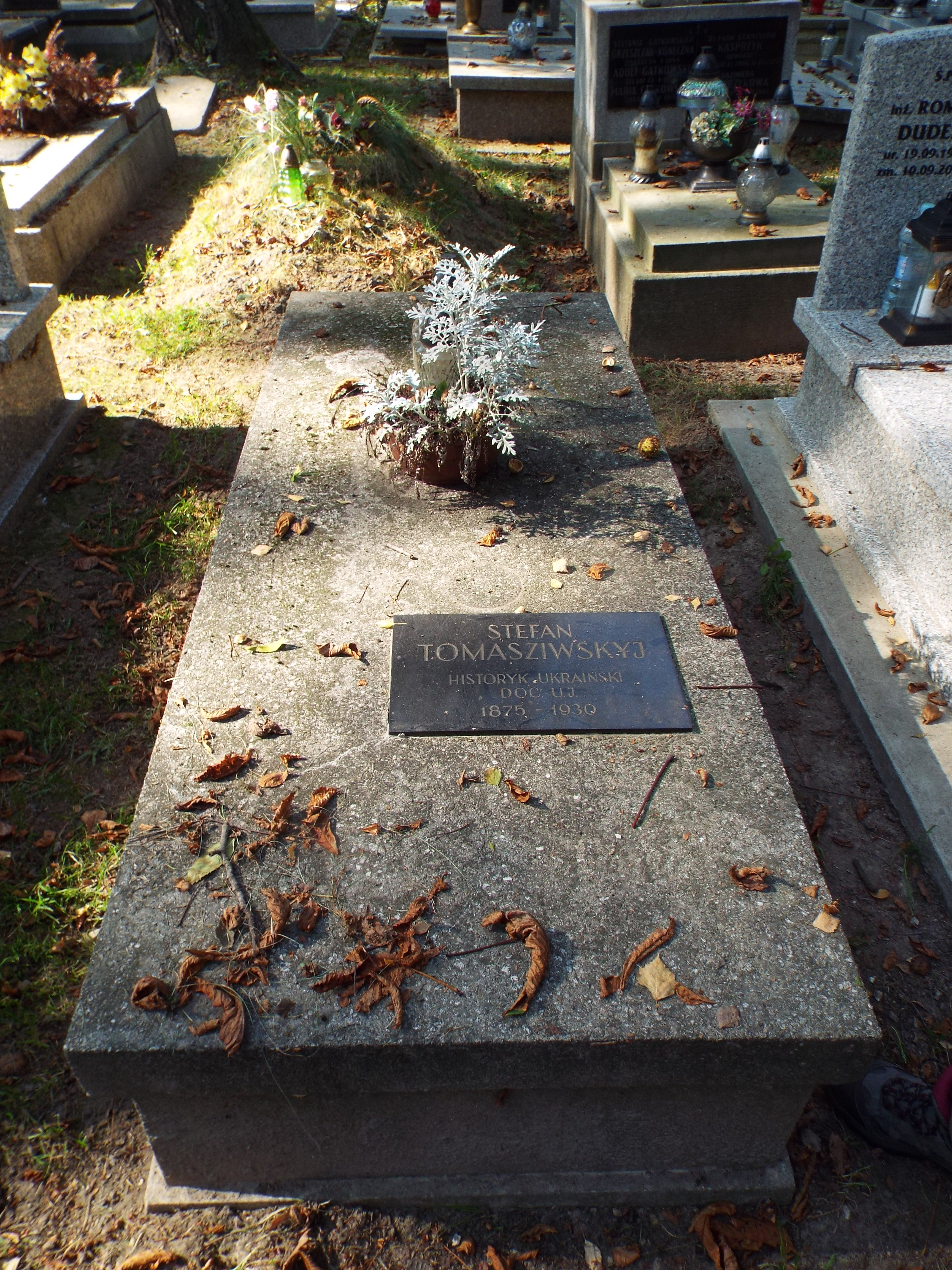
Поховання Степана Томашівського. Краків, Раковицький цвинтар. Фото 2021 р.

Могила С. Томашівського збереглася на Раковицькому цвинтарі в Кракові: кватера ВВ, східний ряд місце - з правого боку від Anny Deji. Координати могили: 50.072964°, 19.954140° [Архівовано 24 вересня 2021 у Wayback Machine.].

## Вшанування пам'яті
На честь Степана Томашівського 1993 року названо одну з центральних вулиць Львова.